# Lars Zetterlund
Lars Åke Zetterlund, född 11 februari 1964 i Härnösand, är en svensk före detta fotbollsspelare.
Zetterlund blev svensk mästare med IFK Göteborg 1987 och också UEFA-cupvinnare samma år. Han blev även cupmästare med AIK 1985.